# Алексеевка (Угловский район)
Алексеевка — село в Угловском районе Алтайском крае. Входит в состав Павловского сельсовета.

## История
Основано в 1908 году. В 1928 г. село Алексеевка состояло из 413 хозяйств, основное население — русские. Центр Алексеевского сельсовета Угловского района Рубцовского округа Сибирского края.

## Население
| 1926 | 1997 | 1998 | 1999 | 2000 | 2001 | 2002 |
| ---- | ---- | ---- | ---- | ---- | ---- | ---- |
| 1973 | ↘250 | ↗256 | ↘251 | ↘243 | ↘242 | ↘231 |
| 2003 | 2004 | 2005 | 2006 | 2007 | 2008 | 2009 |
| ↗236 | ↘232 | ↘230 | ↘228 | ↘227 | ↘226 | ↘207 |
| 2010 | 2011 | 2012 | 2013 |      |      |      |
| ↘190 | ↘188 | ↘187 | ↘176 |      |      |      |